# Grand Prix moto du Venezuela

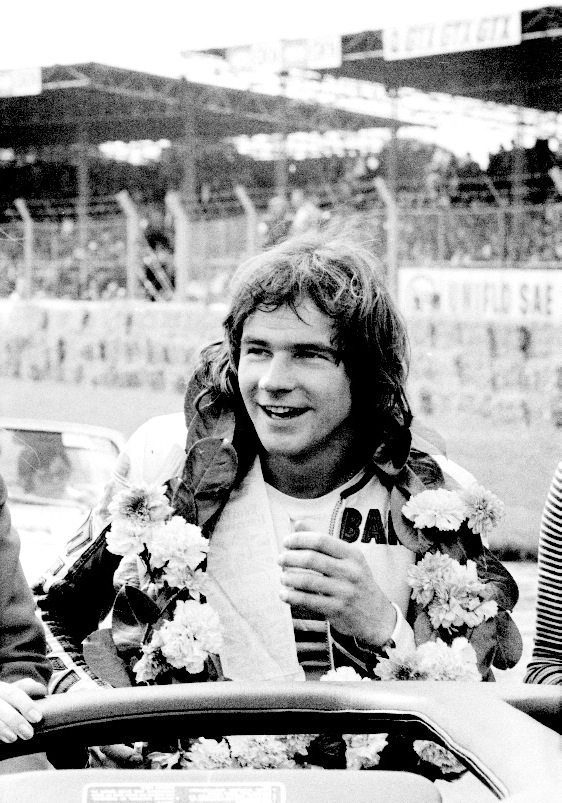
Barry Sheene, vainqueur des éditions 1977, 1978 et 1979 en 500 cm³

Le Grand Prix moto du Venezuela  est une épreuve de vitesse moto ayant fait partie du championnat du monde de vitesse moto de 1977 à 1979

## Vainqueurs du Grand Prix moto du Venezuela
| Saison | Circuit    | 125 cm3                        | 250 cm3                       | 350 cm3                    | 500 cm3               | Résultats |
| ------ | ---------- | ------------------------------ | ----------------------------- | -------------------------- | --------------------- | --------- |
| 1977   | San Carlos | Ángel Nieto (Bultaco)          | Walter Villa(Harley-Davidson) | Johnny Cecotto (Yamaha)    | Barry Sheene (Suzuki) | Résultats |
| 1978   | San Carlos | Pier Paolo Bianchi (Minarelli) | Kenny Roberts (Yamaha)        | Takazumi Katayama (Yamaha) | Barry Sheene (Suzuki) | Résultats |
| 1979   | San Carlos | Ángel Nieto (Minarelli)        | Walter Villa (Yamaha)         | Carlos Lavado (Yamaha)     | Barry Sheene (Suzuki) | Résultats |